# الاحتجاجات الفنزويلية (2014-الآن)

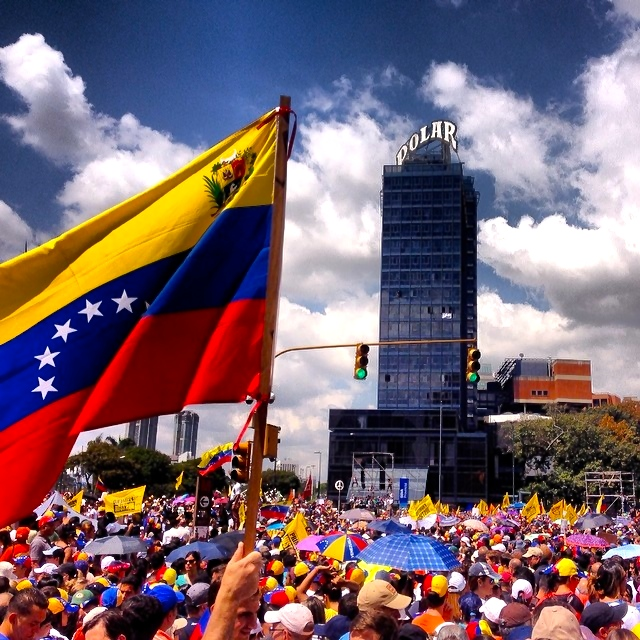
الاحتجاجات الفنزويلية في فنزويلا

بدأت سلسلة من الاحتجاجات والمظاهرات السياسية والعصيان المدني في فنزويلا في عام 2014؛ وذلك بسبب ارتفاع مستويات العنف الحضري والتضخم الاقتصادي والنقص المزمن في السلع والخدمات الأساسية في فنزويلا. تتنوع تفسيرات هذه الظروف المتدهورة، إذ تلقي التحليلات باللوم على ضوابط الأسعار الصارمة والفساد السياسي المنتشر على المدى الطويل مؤديًا إلى نقص تمويل الخدمات الحكومية الأساسية. اندلعت الاحتجاجات في شهر يناير، بعد مقتل الممثلة وملكة جمال فنزويلا السابقة مونيكا سبير، وبدأت احتجاجات عام 2014 بشكل جدي في شهر فبراير بعد محاولة اغتصاب طالبة في حرم جامعي في سان كريستوبال.
دفعت الاعتقالات وعمليات القتل اللاحقة للطلاب المتظاهرين إلى انتشارهم في المدن المجاورة ومشاركة قادة المعارضة. تميزت الأشهر الأولى من ذلك العام بمظاهرات كبيرة واشتباكات عنيفة بين المتظاهرين والقوات الحكومية؛ وأسفرت عن حوالي 4000 اعتقال و34 حالة وفاة من ضمنهم مؤيدين ومعارضين للحكومة. تسبب استمرار النقص وانخفاض أسعار النفط في تجدد الاحتجاجات قرب نهاية عام 2014 وحتى عام 2015.
حدثت الاحتجاجات بحلول عام 2016 في أعقاب الجدل الدائر حول الانتخابات البرلمانية الفنزويلية لعام 2015؛ وذلك بالإضافة إلى الأحداث القريبة من استفتاء عام 2016. حدثت أكبر مظاهرة احتجاجية في 1 سبتمبر عام 2016، حيث تجمع أكثر من مليون فنزويلي أو أكثر من 3% من سكان الأمة بأكملها، للمطالبة بانتخابات عزل ضد الرئيس نيكولاس مادورو، مع وصف الحدث بأنه «أكبر مظاهرة في تاريخ فنزويلا». نظمت المعارضة احتجاجًا آخر في 26 أكتوبر عام 2016 بمشاركة أكثر من 1.2 مليون فنزويلي؛ وذلك بعد تعليق المجلس الانتخابي الوطني الموالي للحكومة في 21 أكتوبر عام 2016 لاستفتاء العزل.
فشلت محاولات إجراء حوار عبر الفاتيكان بين المعارضة والحكومة في يناير عام 2017؛ وذلك بعد حدوث بعض أكبر الاحتجاجات في أواخر عام 2016. تراجع التركيز على الاحتجاجات في الأشهر الأولى من عام 2017 حتى حدثت الأزمة الدستورية الفنزويلية لعام 2017؛ وذلك عندما حاولت محكمة العدل العليا الفنزويلية الموالية للحكومة تولي سلطات الجمعية الوطنية التي تقودها المعارضة وإلغاء حصانتهم، وذلك على الرغم من تراجعها عن هذه الخطوة بعد أيام، ونمت المظاهرات «لتصبح الأكثر عنفًا منذ موجة الاضطرابات في عام 2014».
نُظِّمت خلال احتجاجات فنزويلا لعام 2017 وقفة احتجاجية عُرِفت باسم أم جميع الاحتجاجات، وضمت 2.5 مليون إلى 6 ملايين متظاهر. بدأت احتجاجات عام 2019 في أوائل شهر يناير بعد أن أعلنت الجمعية الوطنية أن الانتخابات الرئاسية في مايو عام 2018 باطلة؛ وأعلنت خوان غوايدو رئيسًا بالنيابة مؤديًا ذلك إلى أزمة رئاسية. كانت غالبية الاحتجاجات سلمية، وتألفت من مظاهرات واعتصامات وإضرابات عن الطعام، رغم أن مجموعات صغيرة من المتظاهرين كانت مسؤولة عن مهاجمة الممتلكات العامة، مثل المباني الحكومية ووسائل النقل العام. بُنيَت حواجز عشوائية في الشوارع، أُطلِق عليها اسم غواريمباس، وكانت شكلًا مثيرًا للجدل من الاحتجاج في عام 2014.
بدأت الطبقات الوسطى والعليا الاحتجاجات، وسرعان ما انخرطت الطبقة الكادحة الفنزويلية في الاحتجاجات مع تدهور الوضع في فنزويلا. وصفت حكومة نيكولاس مادورو الاحتجاجات بأنها محاولة انقلاب غير ديمقراطية نظمها زعماء المعارضة «الفاشية» والولايات المتحدة؛ وألقت باللوم على الرأسمالية والمضاربة في التسبب في ارتفاع معدلات التضخم الاقتصادي وندرة السلع كجزء من شن «حرب اقتصادية» على حكومته.
أُدينت الحكومة الفنزويلية على نطاق واسع بسبب تعاملها مع الاحتجاجات؛ وذلك على الرغم من دعم مادورو، وهو زعيم نقابي سابق، للاحتجاج السلمي. صرحت تقارير منظمة العفو الدولية وهيومن رايتس ووتش بأن السلطات الفنزويلية تخطت استخدام الرصاص المطاطي والغاز المسيل للدموع إلى حالات استخدام الذخيرة الحية وتعذيب المتظاهرين المعتقلين؛ واتهمت الأمم المتحدة الحكومة الفنزويلية باعتقالات ذات دوافع سياسية، وأبرزها اعتقال رئيس بلدية تشاكاو السابق وزعيم حزب الإرادة الشعبية، ليوبولدو لوبيز، والذي استخدم التهم المثيرة للجدل بالقتل والتحريض على العنف ضده للاحتجاج على «تجريم الحكومة لأي معارض». تضمنت الخلافات الأخرى التي أُبلِغ عنها أثناء الاحتجاجات الرقابة على وسائل الإعلام والعنف من قبل الجماعات المسلحة الموالية للحكومة والمعروفة باسم كولكتيفوس.
أعلنت حكومة الولايات المتحدة عقوبات جديدة على أفراد في الحكومة الفنزويلية في 27 سبتمبر عام 2018؛ وكان من بينهم زوجة مادورو، سيليا فلوريس، ونائب الرئيس دلسي رودريغيز، ووزير الاتصالات خورخي رودريغيز، ووزير الدفاع فلاديمير بادرينو. تبنى مجلس حقوق الإنسان التابع للأمم المتحدة قرارًا لأول مرة بشأن انتهاكات حقوق الإنسان في فنزويلا في 27 سبتمبر عام 2018. اقترحت 11 دولة من أمريكا اللاتينية القرار بما في ذلك المكسيك وكندا والأرجنتين. كشفت صحيفة إل تيمبو في 23 يناير عام 2019 عن عدد الاحتجاجات، وأظهرت أكثر من 50 ألف احتجاج مسجل في فنزويلا منذ عام 2013.

## الجدول الزمني للأحداث
حدث 9286 احتجاجًا في عام 2014 وفقًا للمرصد الفنزويلي للنزاع الاجتماعي، وهو أكبر عدد من الاحتجاجات التي حدثت في فنزويلا منذ عقود. حدثت غالبية الاحتجاجات، 6369 احتجاجًا، خلال الأشهر الستة الأولى من عام عام 2014 بمتوسط قدره 35 احتجاجًا في اليوم. قدر المرصد حدوث 445 احتجاجًا في شهر يناير، و2248 في شهر فبراير، و1423 في شهر مارس، و1131 في شهر أبريل، و633 في شهر مايو، و489 في شهر يونيو. شكلت الاحتجاجات ضد الرئيس مادورو والحكومة الفنزويلية نسبة 52% منها، وكانت 42% من الاحتجاجات المتبقية بسبب صعوبات أخرى مثل العمالة والمرافق وانعدام الأمن والتعليم والنقص. بدأت معظم الاحتجاجات في الأسبوع الأول من شهر فبراير؛ ووصلت إلى ذروتها في منتصف ذلك الشهر بعد دعوة الطلاب وقادة المعارضة للاحتجاج.
انخفض عدد الاحتجاجات حتى منتصف عام 2014 ثم زاد بشكل طفيف في أواخر عام 2014 إلى عام 2015 بعد انخفاض أسعار النفط ونقص الموارد في فنزويلا؛ وذلك مع تزايد الاحتجاجات التي تندد بالنقص أربعة أضعاف تقريبًا من 41 مظاهرة في يوليو عام 2014 إلى 147 مظاهرة في يناير عام 2015. كان هناك 518 احتجاجًا في يناير عام 2015 بالمقارنة مع 445 احتجاجًا في عام 2015، وكان معظم هذه الاحتجاجات بسبب المعاناة من النقص في البلاد.
كان هناك 2836 احتجاجًا في النصف الأول من عام 2015، مع انخفاض عدد الاحتجاجات من 6369 في النصف الأول من عام 2014. يعود سبب أكثر بقليل من احتجاج واحد من أصل ستة احتجاجات إلى النقص؛ وذلك من بين 2836 احتجاجًا نُظم في النصف الأول من عام 2015. عزا المحللون الانخفاض في أعداد المشاركين في الاحتجاجات إلى الخوف من حملة حكومية، وانشغال الفنزويليين بمحاولة العثور على طعام بسبب النقص.
وقع أكثر من 1000 احتجاج في الشهرين الأولين من عام 2016، وذلك إلى جانب عشرات عمليات النهب، وصرح المرصد الفنزويلي للنزاع الاجتماعي أن عدد الاحتجاجات يتزايد في جميع أنحاء فنزويلا. وقع 5772 احتجاجًا في جميع أنحاء فنزويلا منذ يناير حتى أكتوبر عام 2016 مع تزايد الاحتجاجات للمطالبة بالحقوق السياسية في أواخر عام 2016.
نمت الاحتجاجات إلى الأكثرها «عنفًا» منذ بدايتها في عام 2014، وذلك في أعقاب الأزمة الدستورية الفنزويلية لعام 2017، والضغط من أجل حظر مرشح الرئاسة المعارض المحتمل إنريكه كابريليس من السياسة لمدة 15 عامًا. خفت حدة الاحتجاجات حتى نهاية العام بعد انتخابات الجمعية التأسيسية الفنزويلية في أغسطس عام 2017.
زادت أعداد الاحتجاجات في عام 2018 بعد الإعلان عن انتخابات مبكرة، والتي أدت في النهاية إلى إعادة انتخاب نيكولاس مادورو. بدأت الاحتجاجات بعد الانتخابات في الاختفاء مرة أخرى. حدث أكثر من أربعة آلاف احتجاج بحلول شهر يونيو في عام 2018، بحسب المرصد الفنزويلي للنزاع الاجتماعي، وذلك بمعدل عشرين احتجاجًا يوميًا، وكان كل ثمانية من أصل عشرة منها للمطالبة بالحقوق الاجتماعية.